# Preeda Chullamondhol
Preeda Chullamondhol (thailändisch ปรีดา จุลละมณฑล; * 21. August 1945 in Chanthaburi; † 28. März 2010 in Krung Thep) war ein thailändischer Radrennfahrer.

## Sportliche Laufbahn
Chullamondhol war im Bahnradsport und im Straßenradsport aktiv. Er war Teilnehmer der Olympischen Sommerspiele 1964 in Tokio. In der Mannschaftsverfolgung schied Thailand mit Preeda Chullamondhol, Somchai Chantarasamrit und Samaisuk Krissanasuwan in der Qualifikation aus. Im 1000-Meter-Zeitfahren wurde er beim Sieg von Patrick Sercu als 22. klassiert. Er startete auch im Sprint und scheiterte im Vorlauf an Daniel Morelon.
Bereits im Alter von 16 Jahren gehörte er zur Nationalmannschaft. Bei den Asienspielen 1962 in Jakarta gewann er die Bronzemedaille im Mannschaftszeitfahren, 1963 gewann er das Straßenrennen. 1966 in Bangkok gewann er bei den Asienspielen Gold in der Einerverfolgung, im Zeitfahren, im 800-Meter-Rennen und im Rennen über 4800 Meter. Dazu kamen Silbermedaillen in der Mannschaftsverfolgung und im Rennen über 1600 Meter. Bei den Südostasienspielen 1968 in Bangkok gewann er sieben Wettbewerbe. Nachdem er sich vom Radsport zurückgezogen hatte nahm er an internationalen Motorradrennen teil.

## Berufliches
Chullamondhol war einige Jahre Vorsitzender des Technischen Komitees der Thailand Cycling Association und Trainer von Radsportmannschaften.